# Abell 2597
Abell 2597 — скупчення галактик, що перебуває на відстані 1 млрд світлових років від Землі у напрямку сузір'я Водолія. Abell 2597 є частиною надскупчення Водолія.

## Опис
Скупчення Abell 2597 складається з сотень галактик, занурених у хмару газу з температурою декілька мільйонів градусів, яка яскраво світиться в рентгенівських променях. У скупченні домінує еліптична галактика PGC 71390, в якій є надмасивна чорна діра.
На рентгенівському зображенні, яке отримане телескопом Чандра, виявлено дві великі темні порожнини діаметром близько 60 тис. світлових років кожна. Передбачається, що вони утворилися 100 млн років тому від вибуху надмасивної чорної діри у центрі скупчення. Швидше за все, вони заповнені гарячішим газом та частинками з високими енергією й магнітними полями.